# Stenaoplus amoenior
Stenaoplus amoenior är en stekelart som beskrevs av Heinrich 1968. Stenaoplus amoenior ingår i släktet Stenaoplus och familjen brokparasitsteklar. Inga underarter finns listade i Catalogue of Life.